# Leśna (strumień)
Leśna – strumień o długości ok. 2,3 km, mający źródła w lasach Puszczy Wkrzańskiej ok. 0,5 km na południe od Leśna Górnego. Trzy niewielkie źródłowe strumienie łączą się w jeden większy po prawej stronie drogi Pilchowo-Leśno Górne. Płynie on na zachód wzdłuż tej drogi w głębokim parowie. Następnie strumień przepływa pod drogą Pilchowo-Leśno Górne, kierując się w stronę Sierakowa. Strumień zanika w Leśnym Bagnie.